# Enzo Bartocci
Enzo Bartocci (Roma, 15 maggio 1929 – 10 luglio 2023) è stato un politico e sociologo italiano.

## Biografia
Ordinario di Sociologia dell'organizzazione all'Università di Salerno, dirsse la rivista «Economia e lavoro» e fu presidente della Fondazione Giacomo Brodolini, prima di divenirne presidente onorario.